# 河内町立みずほ小学校
河内町立みずほ小学校（かわちちょうりつ みずほしょうがっこう）は、かつて茨城県稲敷郡河内町源清田にあった公立小学校。

## 概要
2018年に閉校。校地は河内町の西部に位置し、統合前の前身校である河内町立源清田小学校のものを使用していた。周囲は水田が多く農業が盛んであった。

## 沿革
- 2012年（平成24年）4月1日 - 長竿小学校と源清田小学校が統合し、みずほ小学校開校。
- 2015年（平成27年）3月15日 - 茨城県教育広報・NIEコンクールにて優秀学校賞受賞。
- 2016年（平成28年）3月13日 - 茨城県教育広報・NIEコンクールにて学校奨励校賞受賞。
- 2018年（平成30年）3月31日 - かわち学園中学校、みずほ小学校、生板小学校、金江津小学校が統合し、かわち学園が発足したため、閉校を迎えた。

## 通学区域
- 河内町[1]
  - 源清田、猿島、宮渕、平三郎、布鎌、手栗、羽子騎、古河林、角崎町歩、十里、生板（内野）、生板鍋子新田（堤）、長竿（田川・片巻を除く）、下町歩、庄布川、田川（下町歩）

## 進学先中学校
- 河内町立河内中学校 - 2012年 - 2017年3月
- 河内町立かわち学園中学校 - 2017年4月 - 2018年3月